# Каменчуковка
Каменчуковка —хутор в Стародубском муниципальном округе Брянской области.

## География
Находится в южной части Брянской области на расстоянии приблизительно 3 км на юго-запад по прямой от районного центра города Стародуб.

## История
Известен с 1858 года как фамильный хутор Конончуковка, основанный братьями Дмитрием и Павлом Терентьевичами Конончуками. В 1859 году здесь (хутор Стародубского уезда Черниговской губернии) было учтено 4 двора, в 1892 — 5. До 2019 года входил в состав Занковского сельского поселения, с 2019 по 2020 в состав Понуровского сельского поселения Стародубского района до их упразднения.

## Население
Численность населения: 22 человека (1859 год), 17 (1892), 9 человек в 2002 году (русские 89 %), 8 в 2010.